# Реакція Зандмеєра
Реа́кція Зандме́єра — реакція отримання арилхлоридів і арилбромідів при обробці діазосполук відповідними галогенідами міді(I). Дана реакція була відкрита Трауготтом Зандмеєром у 1884 році.
Введення груп -CN та -SCN за допомогою відповідних CuCN і CuSCN також називається реакцією Зандмеєра. Однак у цьому випадку взаємодію проводять у чітко нейтральному середовищі для уникнення гідролізу кінцевих сполук до кислот.

## Перебіг реакції
Вихідними сполуками за реакцією Зандмеєра є солі діазонію, котрі зазвичай отримують з амінів дією нітритної кислоти, яку синтезують in situ — додаючи в реакційну суміш нітриту і кислоти. Після цього до утвореної діазосполуки додають галогенід CuX і за кімнатної температури або невеликого нагрівання проводять заміщення. Вже за кілька годин арилгалогенід можна виділяти із суміші:
Як варіант замість галогеніду міді використовують свіжоосаджену металічну мідь і відповідну галогенідну кислоту. Дана модифікація іменується реакцією Гаттермана (не плутати з іншої реакцією Гаттермана — отриманням альдегідів).
Механізм реакції Зандмеєра достеменно не з'ясований, однак вважається, що він протікає через стадію відновлення діазонію іонами Cu+ до арил-радикалу та наступним приєднанням галогенід-аніона, внаслідок чого іони Cu2+ відновлюються до початкової форми (подібно до каталізаторів):